# Pont J.C. Van Horne
 (juillet 2019).
Le pont J. C. Van Horne est un pont à poutres en porte-à-faux enjambant la rivière Ristigouche entre Campbellton, au Nouveau-Brunswick, et Pointe-à-la-Croix, au Québec.
Le pont, nommé d'après Joseph Charles Van Horne, instigateur du projet de lien routier entre les deux provinces, comporte deux voies pour la circulation automobile et deux trottoirs pour les piétons. 

## Histoire
Au milieu du XIXe siècle, la traversée entre Campbellton et Pointe-à-la-Croix se fait d'abord en chaloupe à rames, ensuite par des chalands, puis par un traversier à vapeur. Au milieu du XXe siècle, le parc automobile est grandissant et les files d’attente pour traverser la rivière Ristigouche s'allongent.
Vers la fin des années 1950, Joseph Charles Van Horne imagine une façon de promouvoir la construction d'un pont. Il fait venir certains membres des parlements fédéral et provinciaux pour assister à une journée typique d'attente pour le traversier. Par ruse, il choisit la journée de la fête de la Saint-Jean, une journée fériée suscitant davantage de déplacements. Les parlementaires repartent convaincus.
La construction du pont débute en juin 1958, après entente entre les gouvernements canadien, québécois et néo-brunswickois. Le pont est inauguré le 15 octobre 1961.

## Galerie

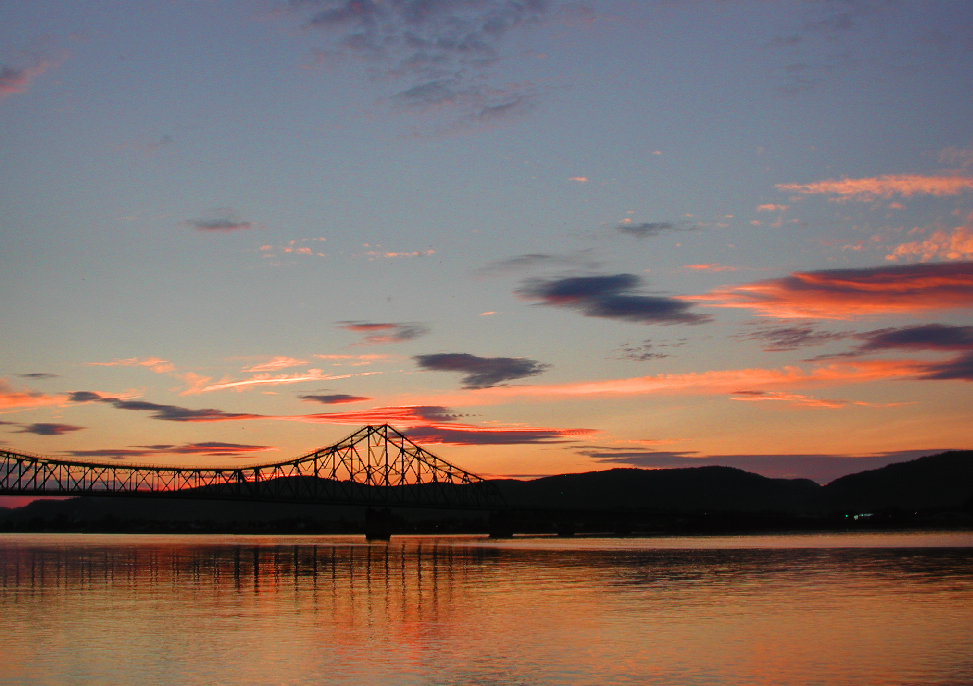
Le pont au coucher du soleil
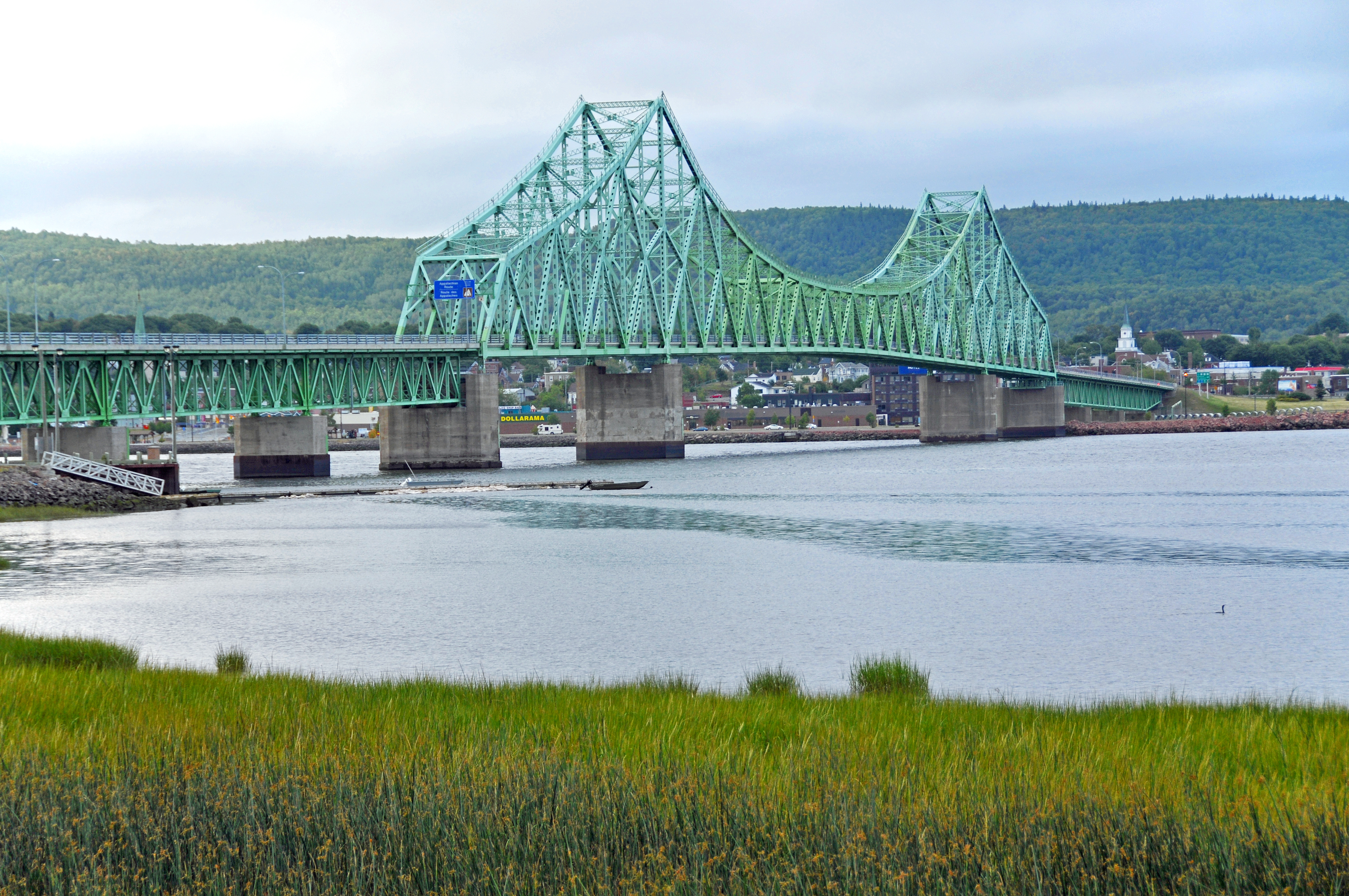
Le pont vu de Campbellton
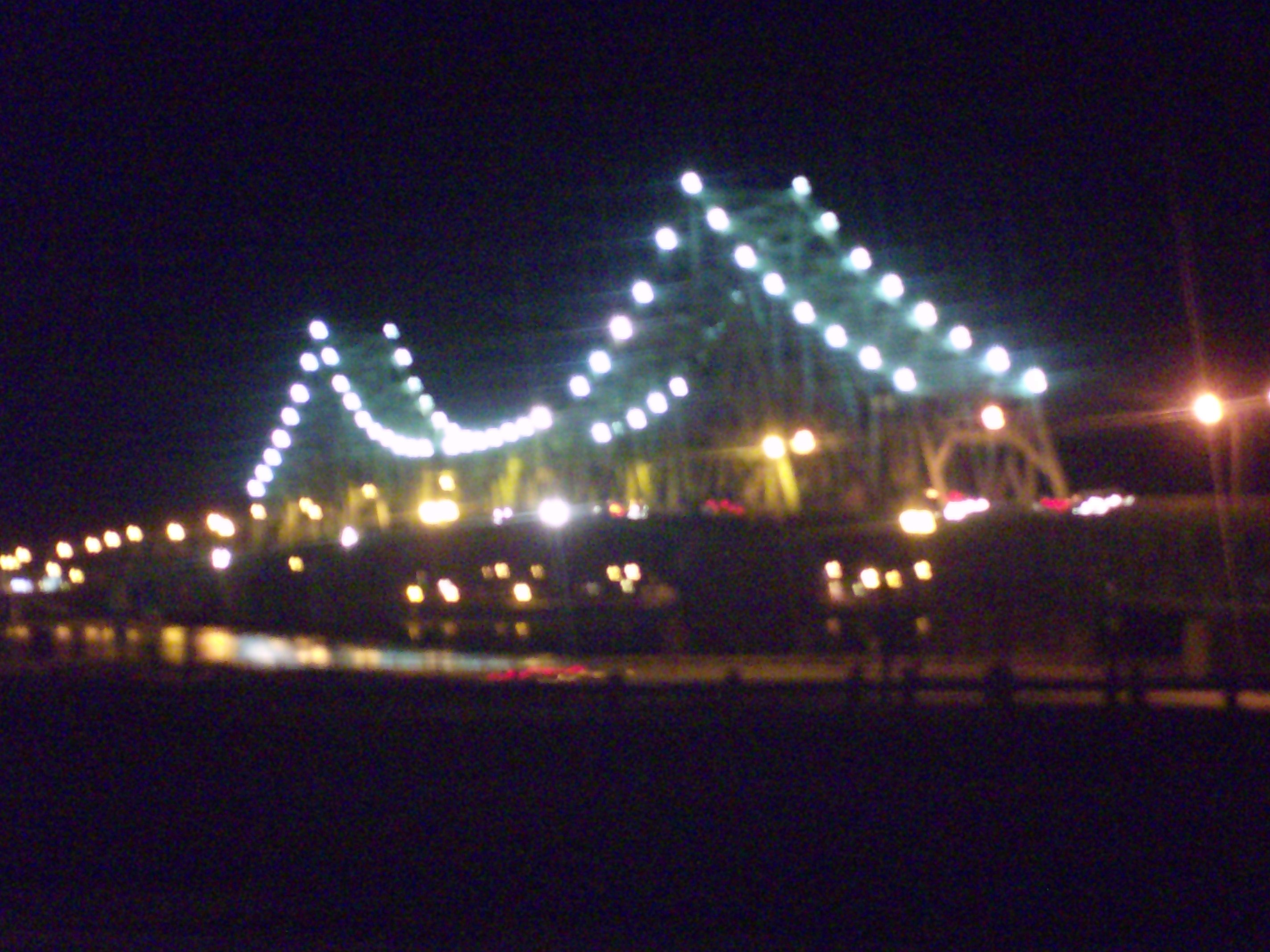
Le pont illuminé